# Servais Verherstraeten
Servais Verherstraeten (Balen, 29 januari 1960) is een Belgisch politicus voor de CD&V.

## Levensloop
Verherstraeten is opgegroeid in Wezel, vlak bij de zinkfabriek Vieille-Montagne, waar zijn vader en grootvader werkten. De gebeurtenissen uit het toneelstuk en de film Groenten uit Balen van Walter van den Broeck hebben zijn jeugd beïnvloed. Hij doorliep de middelbare school, richting Latijn-Wetenschappen, aan het Sint-Jan Berchmanscollege in Mol. Later studeerde hij rechten aan de Katholieke Universiteit Leuven, waar hij actief werd bij de Christen Democratische Studenten en het Vlaams Rechtsgenootschap. Na het behalen van zijn licentiaatsdiploma in 1983 werd hij datzelfde jaar advocaat aan de balie van Turnhout.
In oktober 1988 speelde de toenmalige CVP in Mol Servais Verherstraeten uit als lijsttrekker bij de gemeenteraadsverkiezingen. Als nieuwkomer in de gemeentepolitiek kon hij de partij terug in de meerderheid brengen en werd begin 1989 schepen van openbare werken. In 1994 kon hij het positieve verkiezingsresultaat versterken en werd hij ook eerste schepen. In mei 1995 werd hij verkozen tot lid van de Kamer van volksvertegenwoordigers, een functie die hij nog steeds uitoefent, zij het met een onderbreking tussen 2011 en 2014, toen hij staatssecretaris was. In het kader van het debat over het cumulatieverbod voor politici nam hij na zijn verkiezing in de Kamer ontslag uit het schepencollege. Sindsdien bleef hij actief als fractieleider van de CD&V in de Molse gemeenteraad.
Inhoudelijk gingen zijn parlementaire interesses vooral uit naar de commissies Justitie en Grondwet. Hij kreeg bekendheid als lid van de onderzoekscommissies Dutroux-bis, Sabena en Fortis. Verherstraeten was ook pleitbezorger voor belangrijke investeringen in de Kempen, onder meer op het gebied van de spoorwegen en de nucleaire onderzoeksactiviteiten.
Na de verkiezingen van 2007 werd hij quaestor in de Kamer en eind dat jaar volgde hij Pieter De Crem op als fractieleider voor het kartel CD&V/N-VA in de Kamer. Na de breuk in het kartel in 2008 werd hij fractievoorzitter voor CD&V. Tijdens de regering-Leterme I, de regering-Van Rompuy en de regering-Leterme II trad Verherstraeten in de media frequent op als politiek woordvoerder van zijn partij. Na de verkiezingen van 2010, waarbij CD&V een forse nederlaag leed, schreef hij in opdracht van CD&V een analyse van de verkiezingsuitslag onder de titel "Verliezen doen we samen. Opnieuw winnen ook". Uit het rapport van de commissie-Verherstraeten bleek dat CD&V als regeringspartij te veel energie had gestoken in het beheersen van problemen en in het zoeken naar compromissen, maar daardoor de eigen identiteit en partijlijn uit het oog was verloren.
Bij de vorming van de federale regering-Di Rupo was hij samen met partijvoorzitter Wouter Beke onderhandelaar van het sociaaleconomische regeerakkoord. In december 2011 werd hij staatssecretaris voor Staatshervorming en Regie der Gebouwen in de federale regering. Samen met Melchior Wathelet voerde hij het communautaire Vlinderakkoord uit. Als gevolg daarvan werd in juli 2012 de kieskring Brussel-Halle-Vilvoorde gesplitst. Op 5 maart 2013 werd hij ook bevoegd voor Duurzame Ontwikkeling. Na de vorming van de regering-Michel I in oktober 2014 werd hij opnieuw CD&V-fractieleider in de Kamer. 
Verherstraeten ambieerde bij de verkiezingen van juni 2024 geen nieuw parlementair mandaat meer. Wel werd hij nog lijstduwer van de federale CD&V-lijst voor de kieskring Antwerpen, zonder echter verkozen te geraken. Na zijn Kamerlidmaatschap ging hij weer voltijds aan de slag als advocaat.
Hij is gehuwd en heeft twee kinderen.

## Deelname aan politieke verkiezingen
- Gemeenteraad Mol, 9 oktober 1988, lijsttrekker, CVP – verkozen, schepen
- Gemeenteraad Mol, 9 oktober 1994, lijsttrekker, CVP – verkozen, eerste schepen (tot juni 1995), fractieleider
- Kamer van volksvertegenwoordigers, kieskring Turnhout,  21 mei 1995, derde plaats, CVP – verkozen
- Kamer van volksvertegenwoordigers, kieskring Mechelen-Turnhout, 13 juni  1999, lijsttrekker, CVP – verkozen
- Gemeenteraad Mol, 8 oktober 2000, lijstduwer, CVP – verkozen, fractieleider
- Kamer van volksvertegenwoordigers, kieskring Antwerpen, 18 mei 2003, tweede plaats, CD&V –  verkozen
- Gemeenteraad Mol, 8 oktober 2006, lijstduwer, CD&V – verkozen, fractieleider
- Kamer van volksvertegenwoordigers, kieskring Antwerpen, 10 juni 2007, derde plaats, CD&V/N-VA – verkozen, fractieleider
- Kamer van volksvertegenwoordigers, kieskring Antwerpen, 13 juni 2010, tweede plaats, CD&V – verkozen, fractieleider
- Gemeenteraad Mol, 14 oktober 2012, lijstduwer, CD&V  – verkozen, fractieleider
- Kamer van volksvertegenwoordigers, kieskring Antwerpen, 25 mei 2014, eerste plaats, CD&V[3] - verkozen, fractieleider
- Gemeenteraad Mol, 14 oktober 2018, mede-lijstduwer, CD&V - verkozen, fractieleider
- Kamer van volksvertegenwoordigers, kieskring Antwerpen, 26 mei 2019, eerste plaats, CD&V - verkozen, fractieleider
- Kamer van volksvertegenwoordigers, kieskring Antwerpen, 9 juni 2024, lijstduwer, CD&V - niet verkozen
- Gemeenteraad Mol, 13 oktober 2024, lijstduwer, CD&V - verkozen, fractieleider